# Proadinotherium
Proadinotherium è un genere estinto di mammiferi notoungulati, appartenente ai tossodonti. Visse tra l'Oligocene superiore e il Miocene inferiore (circa 27-21 milioni di anni fa) e i suoi resti fossili sono stati ritrovati in Sudamerica.

## Descrizione
Questo animale è noto solo per resti molto parziali, ed è quindi difficile ipotizzarne l'aspetto. Dal raffronto con animali simili ma meglio conosciuti, come i successivi Adinotherium e Nesodon, si suppone che Proadinotherium fosse un erbivoro della taglia di una pecora, dal corpo allungato e dalle zampe piuttosto corte; la corporatura doveva essere relativamente snella se rapportata a quella delle forme successive. Le zampe, in particolare, erano dotate di ossa più gracili e snelle di quelle di Adinotherium e Nesodon. Proadinotherium era caratterizzato da denti dalla corona meno alta (meno ipsodonti) rispetto a quelli di Adinotherium, ma che già preannunciavano quelli dei tossodontidi successivi, con tanto di struttura complessa e sviluppo di cristae sui molari.

## Classificazione
Proadinotherium è considerato il membro più arcaico e più antico della famiglia dei tossodontidi, il gruppo più specializzato di notoungulati tossodonti, comprendente il ben noto Toxodon del Pleistocene ma anche una quantità di forme tipiche del Miocene e del Pliocene.
Il genere Proadinotherium venne descritto per la prima volta nel 1894 da Florentino Ameghino, sulla base di resti fossili rinvenuti in Patagonia, in Argentina; la specie tipo è Proadinotherium leptognathum, nota per vari resti provenienti dalle provincie di Santa Cruz e del Chubut. Ameghino descrisse poi altre specie, provenienti da terreni più recenti (Miocene inferiore) della Patagonia: P. angustidens e P. muensteri. Un'altra specie, P. saltoni, proviene dal giacimento di Salla in Bolivia, in terreni di fine Oligocene. Altri resti attribuiti con qualche dubbio a questo genere sono stati rinvenuti nella zona di Tremembé in Brasile, di Chaparral in Colombia, e della provincia di Mendoza in Argentina.